# Moses (cançó)
«Moses» (en català, Moisès) és l'únic senzill de l'àlbum Live 2003, primer àlbum de directe editat per la banda anglesa de rock alternatiu Coldplay. Fou interpretada al Hordern Pavilion de Sydney el 21 i 22 de juliol de 2003 dins l'enregistrament de l'àlbum Live 2003.
La cançó fou escrita sobre l'actriu Gwyneth Paltrow, muller del cantant Chris Martin. Es tracta d'una cançó romàntica que parla sobre enamorar-se de la dona més maca del món i de l'impacte que provoca en la vida d'un mateix. El títol de la cançó fou utilitzat posteriorment per la parella per posar nom al seu segon fill, Moses Bruce Anthony Martin, nascut el 2006.
Va entrar a la llista de cançons alternatives dels Estats Units arribant a la posició 24.

## Llista de cançons
1. "Moses" − 5:29